# Дача на Львівській, 80
Да́ча Дья́кова — колишній дачний будинок на Львівській вулиці, 80, що на Святошині у Києві.
За визначенням дослідників, будинок — один із найяскравіших зразків первісної дачної забудови на Святошині початку XX сторіччя.
Наказом управління охорони культурної спадщини від 2 квітня 1998 року № 15 поставлена на облік пам'яток архітектури.
З боку вулиці будинок повністю закритий парканом.

## Історія

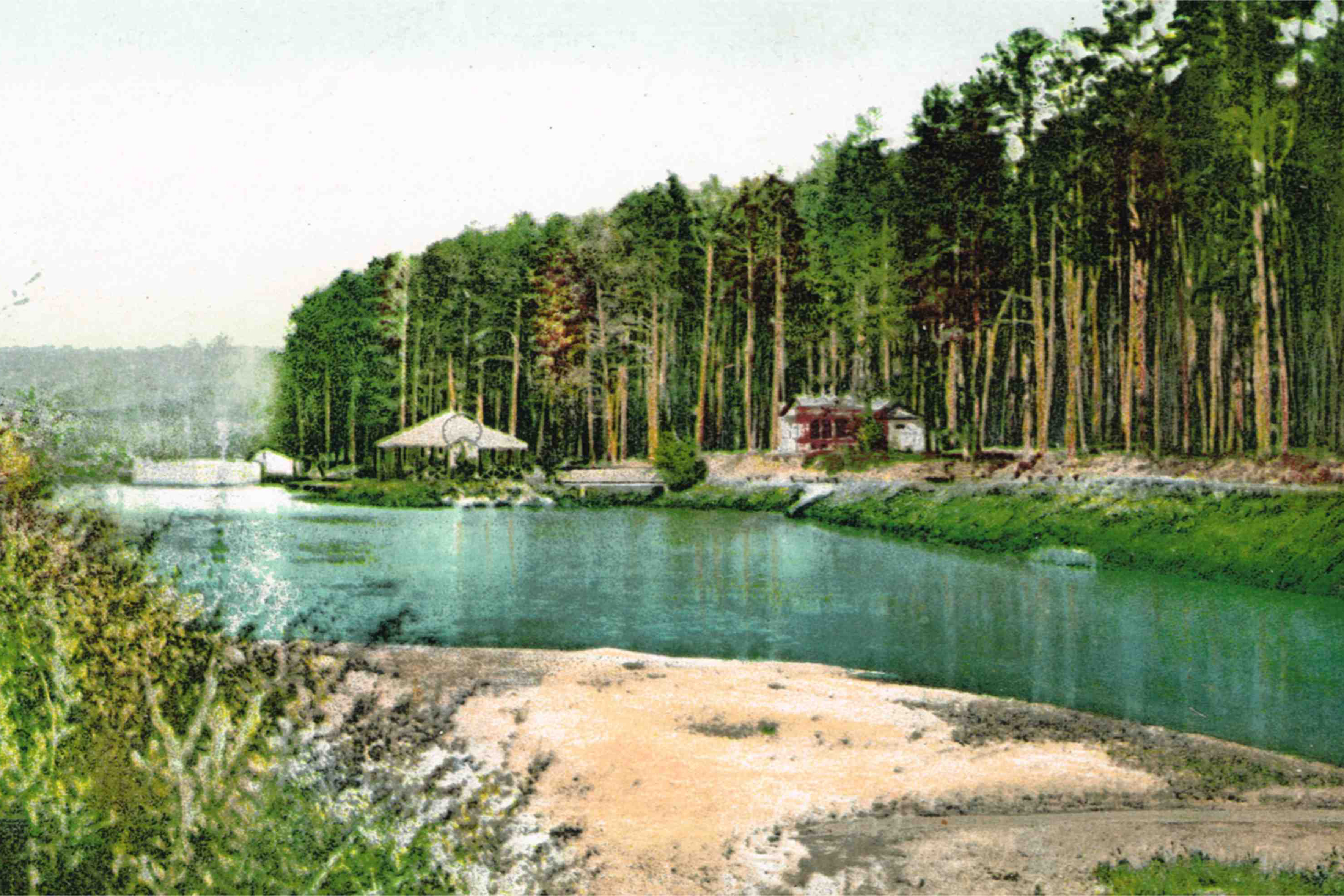
Дача розташовувалась поблизу Святошинського ставка

1897 року територію колишньої Києво-Межигірської лісової дачі, виділену під забудову Святошинських дач, розділили на 450 ділянок. На замовлення «Товариства сприяння благоустрою дачної місцевості Святошин» міський архітектор Олександр Кривошеєв і технік Олександр Хойнацький розробили 24 типи проєктів дачних будівель у стилі вілл на європейських курортах.
В 1905—1908 роках у кінці вулиці, неподалік від Святошинського ставка звели дачний будинок для Іполита Дьякова, київського міського голови у 1906—1916 роках.
Близько 1922 року радянська влада націоналізувала садибу.
Станом на початок XXI сторіччя, приміщення колишньої дачі займала районна державна автоінспекція.

## Архітектура

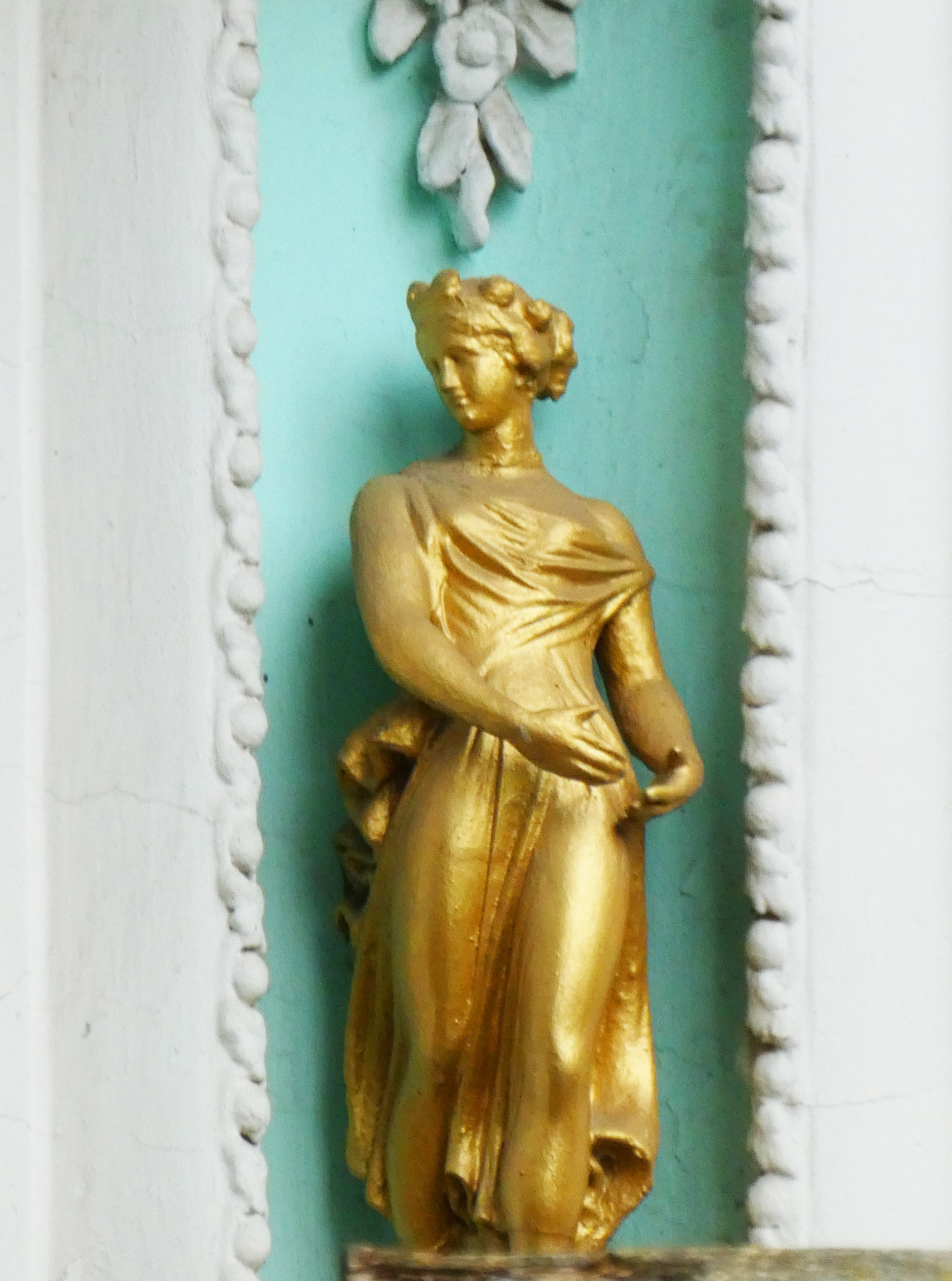
Декор

Дачний будинок відступає від червоної лінії забудови.
Одноповерховий, цегляний, прямокутний у плані будинок на високому цоколі має підвал під наріжжям, пласкі дерев'яні перекриття і тридільний, вальмовий бляшаний дах.
Вирішений у формах «київського неоренесансу».

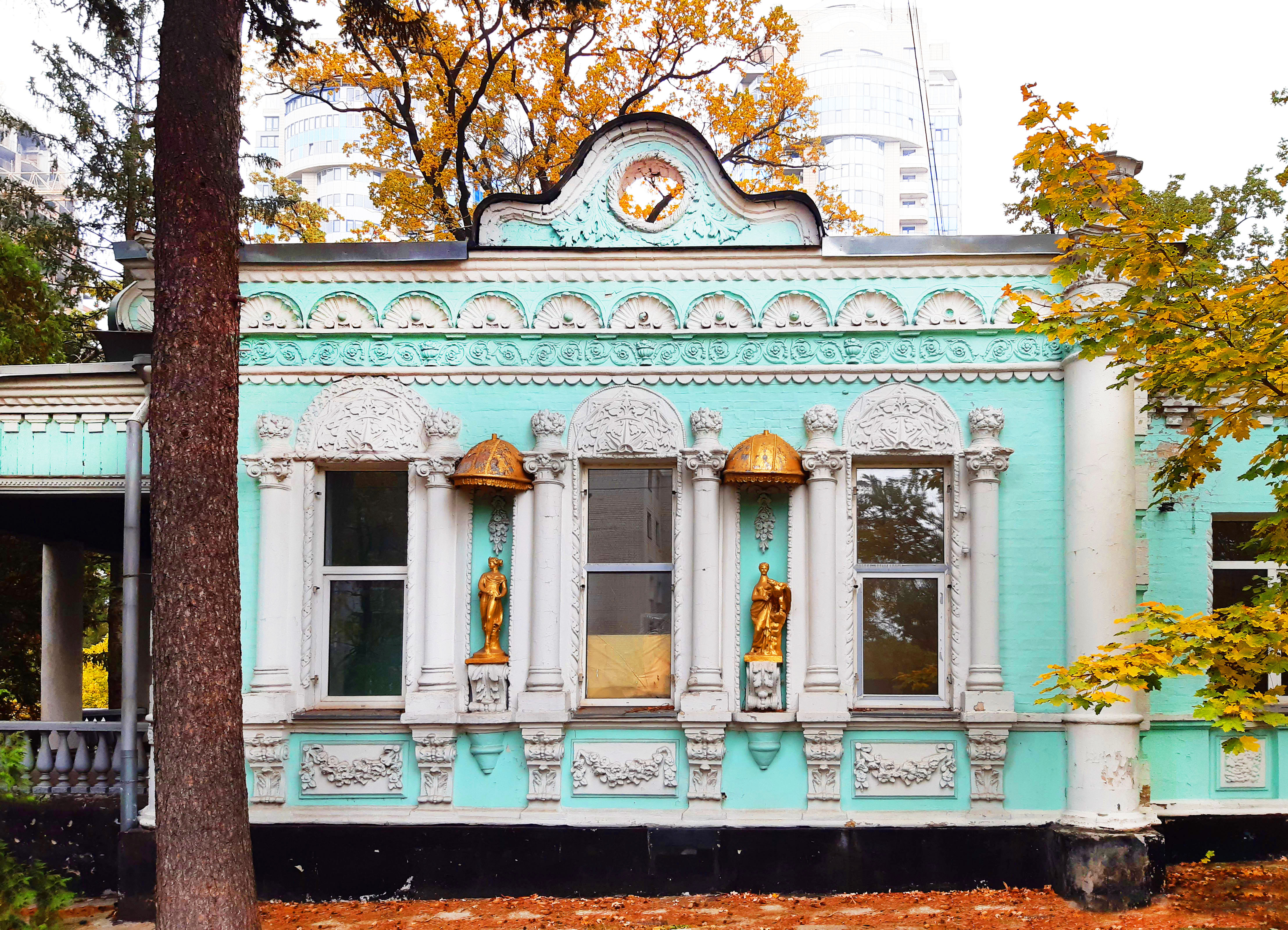
Фасад

Будівля має асиметричну композицію. Центром чолового (південного) фасаду виступає тривіконний об'єм, оздоблений декором. Площина по боках фланкована тричвертєвими колонами композитного ордера з вазами.
Прямокутні віконні прорізи облямовані композитними колонами, увінчаними декоративними вазами з фруктами. Напівкруглі сандрики оздоблені ліпленими квітами, листям і мушлями. Підвіконня прикрашене фестонами-гірляндами. У міжвіконні містяться вертикальні гірлянди і дві жіночі фігури під декоративними балдахінами-піддашшям.
Фриз — двоярусний. Верхній ярус оздоблений напіврозетками у формі мушлів, нижній — рослинним орнаментом. Карниз прикрашений дентикулами (сухариками). Над ним височіє фронтон з овальним отвором.
На західному фасаді розташований парадний вхід з дерев'яним ґанком.
Праворуч до центральної частини будівлі долучається одновіконний об'єм.